# 圣拉斯洛
圣拉斯洛，是匈牙利巴兰尼亚州所辖的一个村。总面积14.06平方公里，总人口850，人口密度60.5人/平方公里（2011年1月1日）。